# A brassó–botfalui hosszúhullámú rádióadó
A botfalui rádióadó összetett rádióadó-berendezés, amely hosszú- és középhullámú adások sugárzására egyaránt alkalmas. Az adóállomást brassói rádióadóként ismerik, minthogy a várostól néhány kilométer távolságban működik.
Mióta az azonos frekvencián sugárzó donebachi (Mudau község) adót lekapcsolták, az esti órákban Németországban is jó minőségben hallgatható.

## Története
Az első rádiós kísérleteket Konstancában a haditengerészet végezte.
Az első világháború utáni hisztérikus állapotra jellemző, hogy Kolozsvárott magyarokat fogtak perbe azzal a váddal, hogy a brassói rádiót akarták elfoglalni – 1921-ben.
A kezdeteket a rádióamatőr klubok jelentették Bukarestben, Nagyszebenben, Brassóban és Konstancán. 1926-ban az állami szervek is rádióadó építését vették tervbe Bukarestben és Kolozsvárott.
Románia az első műsorszóró adóállomást 1929-ben helyezte üzembe Bukarestben 12 kW teljesítménnyel a 761 kHz-en. A Rádiótechnikai Vállalat főmérnöke, Mircea Georgescu célul tűzte ki, hogy az ország főbb egységeit (Erdély, Bánát, Besszarábia, Bukovina) rádióműsorral lássák el. 1932-ben a madridi rádiókonferencia 20 kW adóteljesítményt engedélyezett a botfalui helyszín számára.
Románia az első világháború után német forrásból beszerzett egy adóberendezést, amely két 40 méter magas teleszkopikus adótoronyból és a hozzá tartozó 750 W-os adóberendezésből állt. 1929-ben a 156 kHz frekvencián végzett térerősségmérések útján választották ki a berendezés végleges felállítási helyét úgy, hogy a talaj vezetőképességét is figyelembe vehessék. 1931-ben egy további felállítási helyet is megvizsgáltak (Barcaföldvár), ott azonban nehézségeket okoztak a földterület kisajátítási költségei. Így esett a választás Botfalura.

## A nagyadó építése

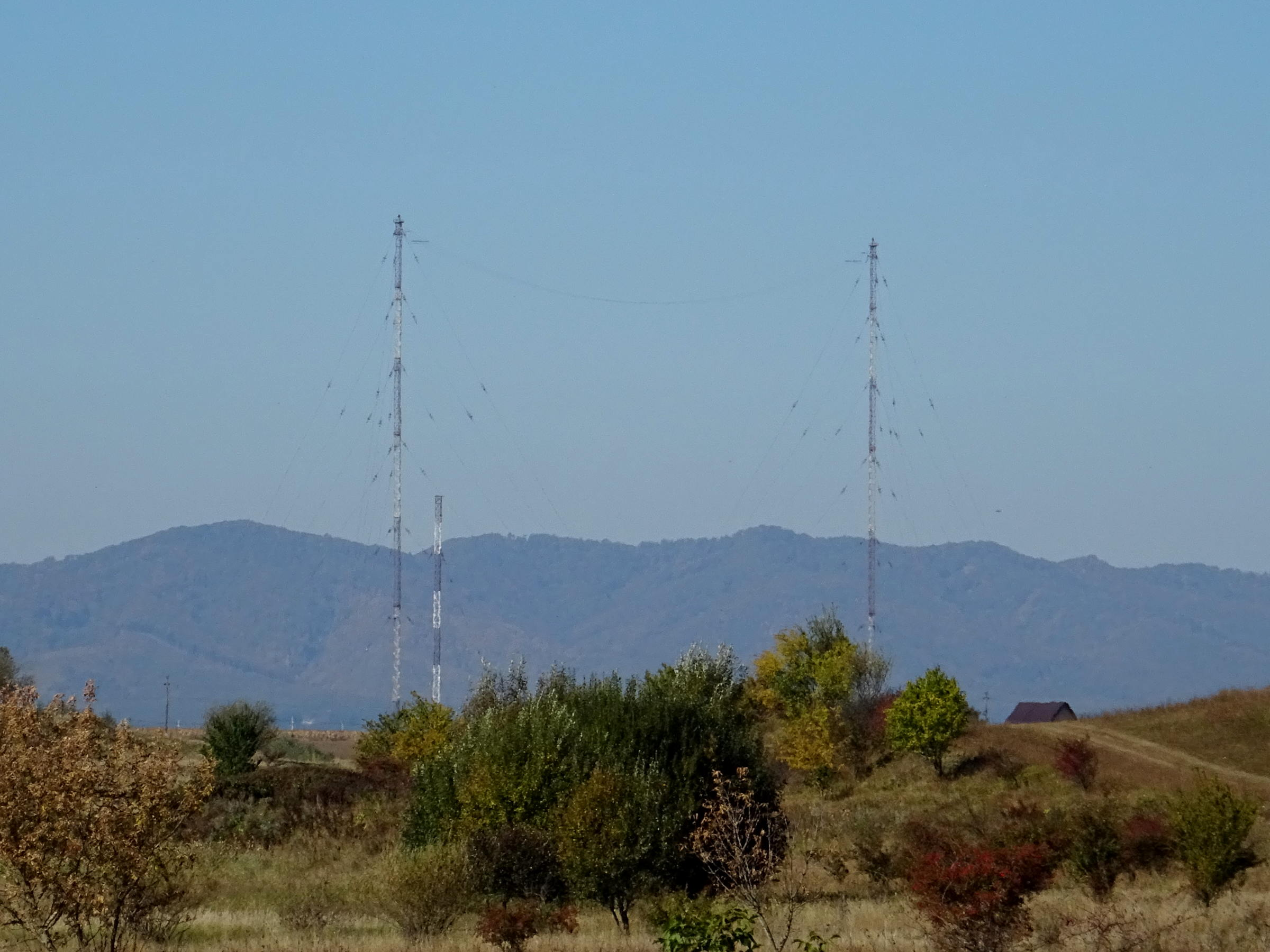
Az antennák a távolban

A két 40 méter magas adótornyot fenyőfából építették. Az adóteljesítményt ekkor 20 kW-ra emelték. Románia ebben az időben nem rendelkezett még nemzetközileg engedélyezett frekvenciával. Azt csak később, a luzerni nemzetközi rádióértekezleten (1933) a 235 kHz frekvenciára kapták volna, ám Románia alacsonyabb frekvenciát szeretett volna. Így kapta az előzőleg Hollandiának ígért 160 kHz-es frekvenciát, amelyet 1934. január 15-ével jóvá is hagytak.
Az adóberendezés építését 1933-ban Gheorghe Cartianu-Popescu  elektromérnök vezetésével kezdték Botfaluban. Az adóberendezés elemeit Londonból Guglielmo Marconi cége szállította. Ebben az évben három ilyen adót is szállítottak; közülük a finn Lahti kábelteljesítményét sikerült 220 kW-ra növelni.
Az antenna a Marconi-féle szimmetrikus T-sugárzó, középső táplálással. Az ilyen antennák jelentős tetőkapacitással rendelkeznek (az antenna mérete jelentősen kisebb a hullámhossz negyedénél). A sugárzott jel függőlegesen polarizált rádióhullám.
A talajvíz magas szintje megfelelő lett volna a rádiótechnikai követelményeknek, de az építkezési munkálatokat hátráltatta. Emiatt az adóberendezés céljára 15 méteres impregnált tölgyfa rönkökön álló épületet kellett létesíteni. 1935-re készen állt a két 225 méter magas, három irányban, hét szinten kábelekkel rögzített rácsos szerkezetű adótorony. A sugárzást 1935 január elsején a világon csaknem legnagyobb teljesítménnyel lehetett elkezdeni. Az elektromos energiát egy 700 lóerős Diesel-aggregátor szolgáltatta, minthogy akkor azon a vidéken villamos energiaszolgáltatás még nem volt. Az adás a helyszínen felállított stúdióból folyt, csak két évvel később építették ki a kábelkapcsolatot Bukaresttel, ezután már a fővárosból készült a műsor.

## Világháborús viszontagságai
A második bécsi döntés értelmében a Magyar Honvédség 1940. szeptember 5-e és 13-a között megszállta Észak-Erdélyt. Ekkor az új országhatár Botfalutól alig két kilométerre északra húzódott.
Az adóállomást több ízben igénybe vették az országos műsorszolgáltatástól függetlenül. Így 1941 januárban a légionárius felkelés  Bukarestben fegyveres harccal foglalta el a rádiót, Brassóban is elfoglalták a stúdiókat. Azt a hírt is a brassói rádió mondta be, hogy a lázadók (a légionisták) megadták magukat
A románok kiugrása után 1944 augusztusában az adótornyot bombatalálat érte. A németek 70 tonna bombát dobtak le az adóberendezésekre, és azt csak 1946-re állították helyre.

## Az újjáépített adó
Sajtóhírek szerint az adó már 1945-ben üzemképes volt, sőt: magyar nyelven szólalt meg az az 1848-as szabadságharc 97. évfordulóját ünnepelve, és külön megemlékezést tartottak Ady Endréről.
1950-ben a koppenhágai rádióértekezlet az adó frekvenciáját 160-ról 155 kHz-re változtatta. 1965-ben egy francia gyártmányú Thomson-Houston berendezés lehetővé tette az adóteljesítménynek 1200 kW-ra emelését. Ezzel egyidőben az antennákat is felújították, most hat párhuzamos, vízszintesen kifeszített sugárzóból áll. Az új antenna tetőkapacitását ismételten beállították, úgy, hogy az tökéletes monopol sugárzóvá váljék. 1986-ban a genfi rádiókonferencia határozata értelmében átálltak a 153 kHz frekvenciára. 2003-ban az adóvégfokozatot Harris gyártmányú félvezetősre cserélték; az azóta csupán 200 kW teljesítménnyel üzemel.

## A középhullámú adótorony
A középhullámú adótorony a két hosszúhullámú adótoronytól délre helyezkedik el:
576 kHz-en 50 kW teljesítménnyel az állami Román rádió (Radio România) „Actualităţi” műsorát továbbítja.
1197 kHz frekvencián 14 kW teljesítménnyel négy műsort megosztva közvetít:
- Radio Târgu Mureş (románul)
- Antena Braşovului
- Marosvásárhelyi Rádió (magyarul reggel 6-tól este 9-ig)
- Radio Neumarkt (németül este 9-től 10-ig)

## Fordítás
Ez a szócikk részben vagy egészben  a   Sender Bod című német Wikipédia-szócikk ezen változatának fordításán alapul.  Az eredeti cikk szerkesztőit annak laptörténete sorolja fel. Ez a jelzés csupán a megfogalmazás eredetét és a szerzői jogokat jelzi, nem szolgál a cikkben szereplő információk forrásmegjelöléseként.